# Diadelomorpha
Diadelomorpha is een geslacht van vlinders van de familie bladrollers (Tortricidae), uit de onderfamilie Tortricinae.

## Soorten
- D. clavigera Diakonoff, 1953
- D. curvosa (Diakonoff, 1941)
- D. undulans Diakonoff, 1944